# فياغارثيا دي أروسا
فياغارثيا دي أروسا (بالإسبانية: Villagarcía de Arosa) هي مدينة تقع في مقاطعة بونتيفيدرا التابعة لمنطقة غاليسيا شمال غرب إسبانيا.

## الديموغرافيا
يبلغ عدد سكان مدينة فياغارثيا دي أروسا 37.903 نسمة عام 2011 (وفقاً للمعهد الوطني للإحصاء الإسباني).
| 33.375 | 33.909 | 33.907 | 35.954 | 36.743 | 37.576 | 37.903 |

## أعلام
- سيرخيو ألفاريز
- مانويل خيمينيز
- إيما ريوس
- لورا ألونسو
- فرناندو أندرادي سوتومايور